# (35025) 1981 EA15
(35025) 1981 EA15 es un asteroide perteneciente al cinturón de asteroides, descubierto el 1 de marzo de 1981 por Schelte John Bus desde el Observatorio de Siding Spring, Nueva Gales del Sur, Australia.

## Designación y nombre
Designado provisionalmente como 1981 EA15.

## Características orbitales
1981 EA15 está situado a una distancia media del Sol de 3,115 ua, pudiendo alejarse hasta 3,241 ua y acercarse hasta 2,990 ua. Su excentricidad es 0,040 y la inclinación orbital 9,878 grados. Emplea 2008,96 días en completar una órbita alrededor del Sol.

## Características físicas
La magnitud absoluta de 1981 EA15 es 14,3. Tiene 4,536 km de diámetro y su albedo se estima en 0,179. 